# Autoserica usambarana
Autoserica usambarana är en skalbaggsart som beskrevs av Moser 1916. Autoserica usambarana ingår i släktet Autoserica och familjen Melolonthidae. Inga underarter finns listade.